# Niscemi
Niscemi é uma comuna italiana da região da Sicília, província de Caltanissetta, com cerca de 27.564 habitantes. Estende-se por uma área de 96 km², tendo uma densidade populacional de 287 hab/km². Faz fronteira com Caltagirone (CT), Gela, Mazzarino.

## Demografia
| Variação demográfica do município entre 1861 e 2011                               |
|                                                                                   |
| Fonte: Istituto Nazionale di Statistica (ISTAT) - Elaboração gráfica da Wikipedia |